# Emilia Nova
Pour les articles homonymes, voir Nova (homonymie).
Emilia Nova (née le 20 août 1995 à Jakarta) est une athlète indonésienne, spécialiste des courses de haies et de l'heptathlon.

## Carrière
Emilia Nova est médaillée d'argent de l'heptathlon aux Jeux d'Asie du Sud-Est de 2017 à Kuala Lumpur.
Elle bat son précédent record personnel du 100 m haies de 13 s 35 (2016), pour remporter avec 13 s 33 la médaille d’argent lors des Jeux asiatiques de 2018 dans son pays.
Elle est ensuite médaillée d'or du 100 mètres haies aux Jeux d'Asie du Sud-Est de 2019 aux Philippines ; lors de ces Jeux, elle est la première femme à être le porte-drapeau de la délégation indonésienne.. Elle est ensuite médaillée d'argent dans la même épreuve aux Jeux d'Asie du Sud-Est de 2021 au Viêt Nam.
Elle est médaillée de bronze du 100 mètres haies aux Athlétisme aux Jeux de la solidarité islamique de 2021 à Konya.